# 1,2-다이클로로프로페인
1,2-다이 클로로 프로페인(1,2-Dichloropropane)은 화학식 C3H6Cl2로 표현되는 유기염소화합물이다. 불에 타는 무색 액체이고, 클로로포름과 비슷한 냄새가 난다. 과거에는 도료 박리(剥離)제와 농약 등으로 사용됐지만 현재는 이런 용도에는 대부분 사용이 금지돼있다. 미국에서는 1987년 인간의 발암성이 지적됐다. 미국 환경보호청(EPA)는 발암 레벨 'B2'로 지정하고 있다.